# Хвороба Шагаса

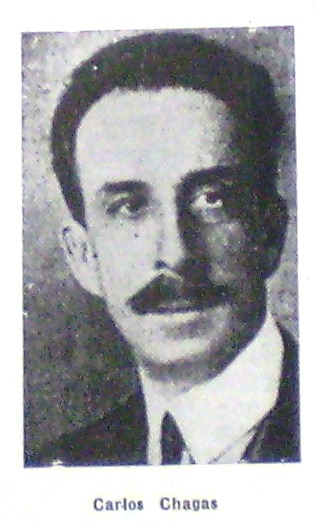
Карлус Шагас — першовідкривач американського трипаносомозу.

Хвороба Ша́гаса (англ. Chagas disease; або Американський трипаносомо́з, англ. American trypanosomiasis) — трансмісивне паразитарне інфекційне захворювання людини і тварин, яку спричинює Trypanosoma cruzi — представник паразитичних найпростіших класу джгутикових з роду Трипаносома. Входить до клінічної групи трипаносомозів, куди відносять й африканський трипаносомоз. Хвороба перебігає довічно. У деяких хворих з давно існуючим захворюванням розвиваються серйозні серцеві та шлунково-кишкові ураження.

## Історичні відомості

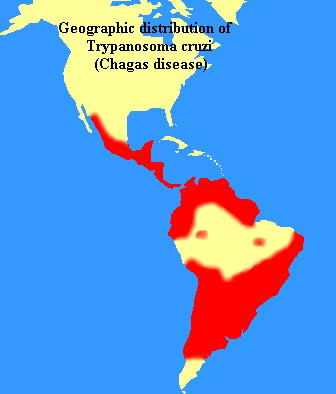
Карта поширення американського трипаносомозу.

Хворобу. як і її збудника, вперше описав у 1909 році в Бразилії лікар і мікробіолог Карлус Шагас.

## Актуальність
За оцінками, близько 6—7 мільйонів людей у всьому світі, переважно в Латинській Америці, заражені Trypanosoma cruzi. Хвороба є ендемічною в певних районах 21 країни континентальної частини Південної Америки.
Поширена головним чином серед бідних верств населення, які проживають у примітивних житлах, в яких мешкають переносники хвороби — кровосисні клопи, головним чином Triatominae.

## Етіологія
Trypanosoma cruzi є членом родини Trypanosomatidae в порядку Kinetoplastida і належить до спеціального порядку Stercoraria. Інфекційні форми T. cruzi містяться у фекаліях переносників- комах і потрапляють до його хазяїв ссавців внаслідок забруднення. Цей механізм передачі інфекції — контактний контрастує з таким у двох підвидів африканських трипаносом T. brucei gambiense і T. brucei rhodesiense, які спричинюють захворювання людини і передаються через слину їхніх переносників. 
Характерна риса збудника — наявність джгутикових трипаносомних і безджгутикових лейшманіальних форм паразитів в організмі людини і тварини. Життєвий цикл Т. cruzi складається з трьох основних форм розвитку:
- епімастиготи являють собою позаклітинні й неінфекційні форми паразита, знайдені в середній кишці переносників комах, де вони розмножуються двійковим поділом. Коли епімастиготи переходять до задньої кишки, вони диференціюються в:
- метациклічні тріпомастиготи, які не ідентичні клітинам ссавців. Вони надходять у місцеві клітини через пошкодження шкіри, слизових оболонках або кон'юнктива і перетворюються в третю морфологічну форму:
- амастиготи, які розмножуються внутрішньоклітинно до тих пір, поки клітина-хазяїн не переповняється, і в цей момент вони перетворюються у видовжені, частіше вигнуті у вигляді літери S, розміром 15-20 мкм. Ундулююча мембрана вузька, з вільним джгутиком, кінець якого становить приблизно 1/3 довжини тіла. Виявляється у крові. Лейшманіальні форми — округлі, розміром 2,5-6,5 мкм, кругле ядро і маленький овальний кінетопласт, джгутик відсутній.

Численні біологічні, біохімічні та молекулярні дослідження показали, що популяція T. cruzi дуже різноманітна. Вважається, що таке генетичне та фенотипічне різноманіття є результатом клонального розмноження форм епімастигот та амастигот. T. cruzi можна розділити на 6 дискретних таксономічних одиниць. Штами в кожній з них показують варіабельність у географічних, епізоотичних, епідеміологічних і патогенних характеристиках. Не було виявлено чітких асоціацій між групами штамів і патогенністю або чутливістю до лікарських препаратів.

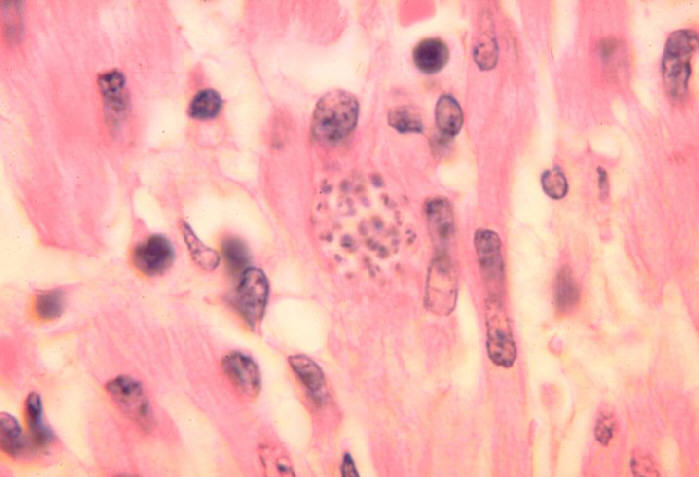
Trypanosoma cruzi в серцевому м'язі мавпи (патоморфологічний препарат)

## Епідеміологічні особливості

### Джерело інфекції

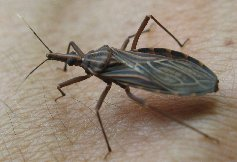
Rhodnius prolixus — основний переносник хвороби Шагаса

Джерелом інфекції є хворі на дану хворобу хребетні хазяї — люди, броненосці, опосуми, лисиці, койоти, деревні щурі, єноти, мавпи, деякі домашні тварини (собаки, кішки, свині). Хвороба взагалі знайдена в більш ніж 100 видів ссавців.

### Механізм передачі
Американський трипаносомоз передається за допомогою трансмісивного механізму передачі інфекції. Тріатомінові клопи, які передають T. cruzi, належать до родини Reduviidae порядку Hemiptera. Родина має 22 підродини, включаючи Triatominae. Хоча T. cruzi іноді називаються редувідами, цей термін не є доречним, оскільки переважна більшість видів у родині Reduviidae є фітофагами або комахоїдними і не передають паразита. Цих клопів можна знайти в тріщинах приміщень або на дахах некондиційного житла, зробленого з глини, соломи або пальмового листя.
З кров'ю інфікованого джерела інфекції трипаносоми потрапляють у середню кишку тріатомінового клопа (у більшості регіонів Південної Америки це Rhodnius prolixus, значно рідше — Triatoma infestans, Triatoma dimidiata, на півдні США — Triatoma sanguisuga та Triatoma gerstaeckeri), де утворюються критидіальні форми. У тілі клопа трипаносоми розвиваються впродовж 5-15 днів. Заражений клоп кусає сплячих людей переважно в губи, або внутрішній кут ока (звідси назва «поцілунковий клоп»), при цьому паразити разом з фекаліями клопа потрапляють у ранку від укусу або місце розчухування на шкірі, до кон'юнктиви, слизових оболонок рота, нагадуючи спосіб зараження епідемічним висипним тифом, коли людина контамінується, втираючи в ранки і садна на шкірі фекалії вошей, які просякнуті збудниками рикетсіями. Трипаносоми здатні проникати не тільки через ушкоджену шкіру, але і крізь неушкоджені слизові оболонки. Описано рідкі випадки зараження американським трипаносомозом при переливаннях препаратів крові та пересадці органів, трансплацентарно (до 5 % плодів в ендемічних регіонах), статевим шляхом і при контакті з хворими тваринами, також при вживанні їжі та напоїв, забруднених фекаліями інфікованих комах. Раніше було зареєстровано кілька десятків внутрішньолабораторних випадків зараження T. cruzi. Гемотрансфузійна передача була основною проблемою охорони здоров'я в ендемічних країнах протягом багатьох років, але, після того, як було розроблено точні методи діагностики і скринінг донорів крові став обов'язковим, така передача істотно зменшилася.

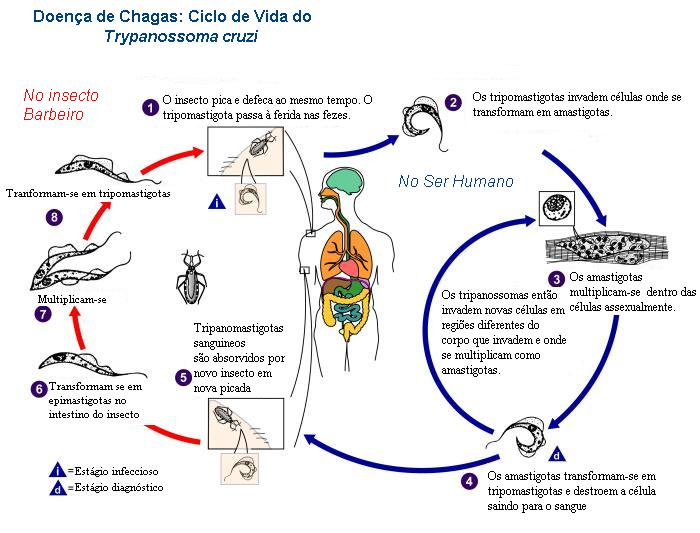
Циркуляція Trypanosoma cruzi в природі.

## Патогенез

### Локалізація
При хворобі Шагаса уражаються клітини внутрішніх органів. У них трипаносоми перетворюються в лейшманіальні форми, починають розмножуватися поділом, руйнують клітини (подібно токсоплазмозу). Паразити, що звільнилися, перетворюються в критидіальні, а згодом трипаносомні форми, що циркулюють у крові і є джерелом зараження переносника. Трипаносомні форми у крові не розмножуються. У міру розриву клітин-господарів, тріпомастиготи вивільняються в лімфатичні та кров'яні судини, через які вони поширюються на віддалені ділянки і проникають у нові клітини-господарі. Цей процес триває асинхронно для життя господаря. Невелика кількість тріпомастиготів може потрапити в кров, звідки потрапляє до неінфікованих комах. Тріпомастиготи потім перетворюються в епімастиготи в середній кишці цих комах, завершуючи таким чином цикл.

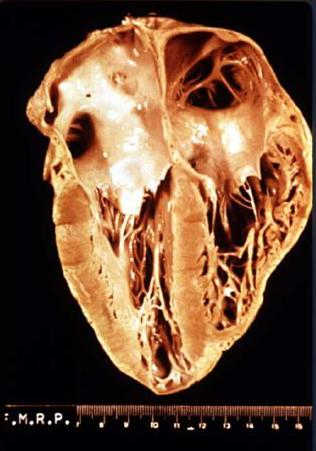
Макропрепарат ураженого серцевого м'язу (міокардит) при хворобі Шагаса.

### Патогенна дія
Інвазійна форма — метациклічні трипаносоми. З місця укусу вони з кров'ю розносяться по організму. Патогенна дія пов'язана переважно з руйнуванням клітин нервової системи, скелетних і гладеньких м'язів, серцевого м'яза, клітин системи мононуклеарних фагоцитів (СМФ). Розвиваються запальні реакції, алергійні й автоімунні процеси в уражених органах.

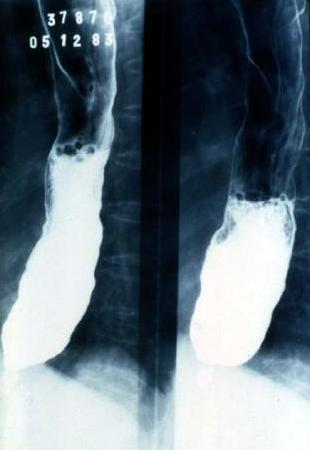
Розширення стравоходу у хворого на пізню стадію хвороби Шагаса (рентгенографія з наповненням барієм).

Гістологічні зміни включають інтерстиціальний набряк, лімфоцитарну інфільтрацію і реактивну гіперплазію сусідніх лімфатичних вузлів.

### Патоморфологія
Т. cruzi, у своїй лейшманіальні формі, надходить у макрофаги через фагоцитоз і спочатку позбавляється джгутиків. Потім вони розмножуються в цитоплазмі. Лейшманіальні форми можна побачити на фіксованих макрофагах в аспіраті селезінки, лімфатичних вузлів, кісткового мозку або печінки. Лейшманіальні форми також можна бачити в цистоподібному розширенні в міокардіальному волокні.

## Клінічні прояви

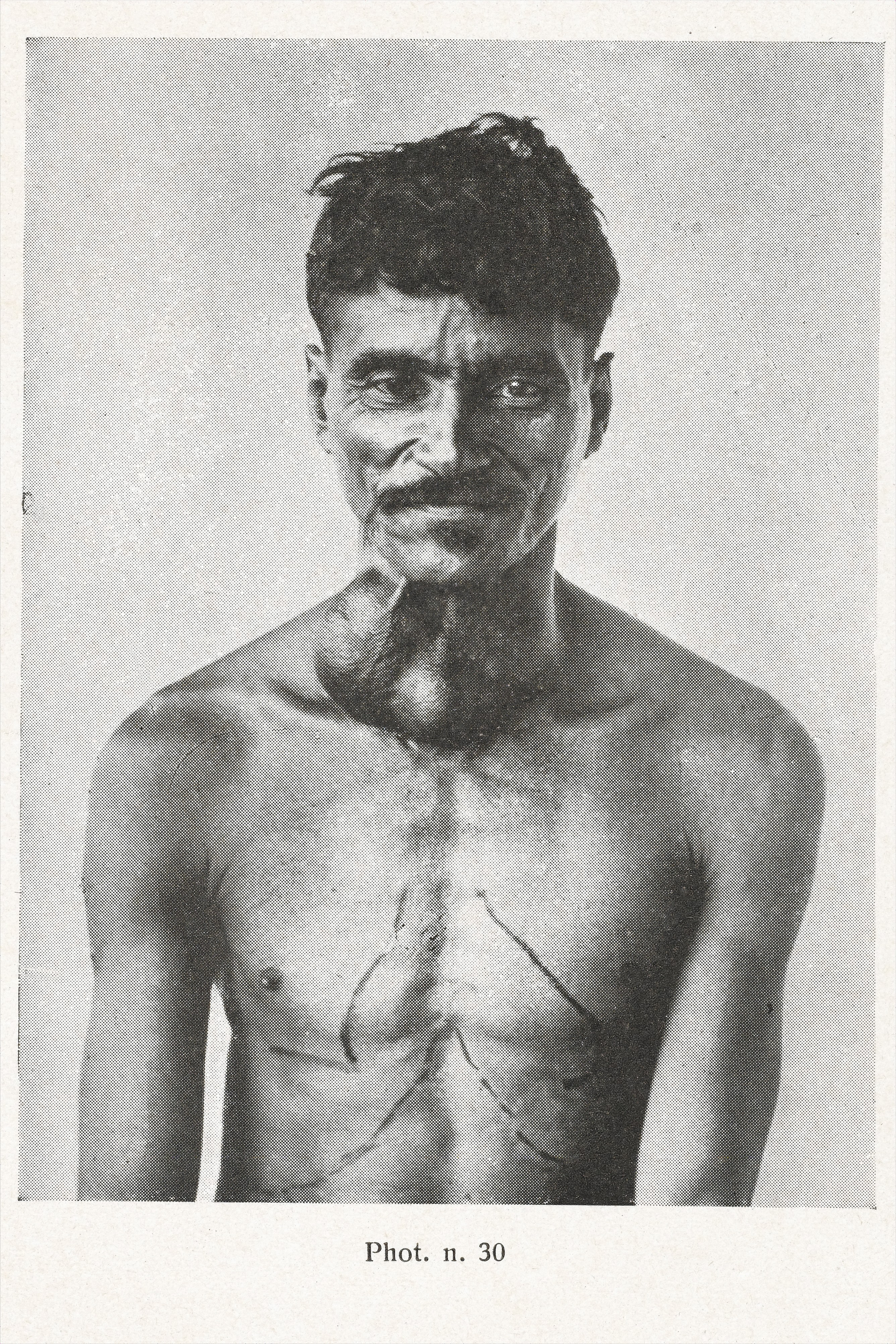
Хворий з гострими проявами хвороби Шагаса — помітні збільшені шийні лімфовузли.

Є гостра і хронічна форми хвороби. Основні прояви — гарячка і збільшення лімфатичних вузлів у гострій стадії, ураження серця і травної системи — в хронічній.

### Гостра форма
Розвивається переважно у дітей. Інкубаційний період триває 5-14 діб. На місці укусу утворюється первинний афект — шагома, що нагадує фурункул, але не нагноюється і розсмоктується. При проникненні збудника крізь кон'юнктиву виникає симптом Романьї (однобічний тяжкий кон'юнктивіт, периорбітальний набряк із ураженням повіки, запалення слізної залози та збільшення лімфатичних вузлів), збільшення печінки і селезінки, міокардит. У багатьох хворих на шкірі грудей з'являється висип у вигляді дрібних плям, що зберігаються впродовж 9-10 днів, можуть бути набряки стоп, стегон, обличчя. Часто через 20−30 днів хворі помирають від менінгоенцефаліту або серцево-судинної недостатності.

### Хронічна форма
Спостерігають у дорослих (первинно) або вторинно, що є результатом гострої форми. Від 10 до 30 % осіб з хронічною невиявленою хворобою Шагаса розвиваються серйозні проблеми — серцеві ураження, переважно у вигляді запальної міокардіопатії, що є результатом постійної присутності паразитів у серці.

### Ураження серця
Відзначається велика різноманітність порушень ритму передсердь і шлуночків, у тому числі правої ніжки пучка Гіса, лівий передній геміблок і атріовентрикулярна блокада третього ступеня можуть призвести до серцебиття, запаморочення, непритомності й, навіть, раптової смерті.
Кардіоміопатія і, як наслідок, застійна серцева недостатність можуть призвести до задишки, зниження толерантності до фізичного навантаження, втомлюваності, набряку нижніх кінцівок і ніктурії, а також інших ознак і симптомів.
Тромбоемболія може призвести до інсульту, а також до легеневої та артеріальної емболізації в інших органах.

### Гастроінтестінальні прояви
Шлунково-кишкові прояви, пов'язані з хронічною формою, зазвичай є результатом денервації порожнистих внутрішніх органів і, як наслідок, їхньої дисфункції.
Мегастравохід є найпоширенішим анатомічним знаходженням і зазвичай призводить до появі, які схожі на ті, що бувають при ахалазії, таких як дисфагія, одинофагія, загруднинний дискомфорт, і відчуття, що їжа і рідини, які проковтнуті, не рухаються далі.
Мегаколон зазвичай призводить до запорів і болю, і деякі пацієнти, які на це страждають, можуть мати великий проміжок часу між дефекаціями. У багатьох випадках може виникнути непрохідність кишечника та / або заворот, що вимагає хірургічного лікування. 
Було описано розширення шлунка та сечоводу, але ці прояви є рідкісними.

## Діагностика
Лабораторну діагностику проводять мікроскопією мазка і товстої краплі крові, пунктату лімфовузлів і спинномозкової рідини.

## Лікування
Метою лікування є усунення паразитів за допомогою антипаразитарних ліків, а також зменшення проявів, що виникають внаслідок значного незворотного ураження, пов'язаного з цим захворюванням. У 2017 році бензнідазол був схвалений для лікування хвороби Шагаса в дітей у віці 2-12 років. Наразі використовується для лікування всіх випадків гострої (тобто, вродженої) або реактивованої хвороби і для хронічних форм у дітей віком до 18 років, а також для дорослих у віці до 50 років з хронічною інфекцією, які ще не мають кардіоміопатію. Ніфуртімокс також використовується для специфічного лікування. Здебільшого як бензнідазол, так і ніфуртімокс обмежені у своїй здатності впливати на паразитів, особливо при хронічному перебігу. Більше того, не було встановлено у дослідженнях, що лікування хронічного перебігу цими препаратами покращує результати.
Корисність глюкокортикостероїдів або гамма-інтерферону у хворих на хворобу Шагаса з гострим міокардитом або менінгоенцефалітом не встановлено.

## Профілактика
Основну роль у боротьбі з хворобою віддають поліпшенню соціально-побутових умов життя населення, а також дезінсекції, знищенню заражених тварин. У залежності від географічної території ВООЗ рекомендує наступні підходи до запобігання та контролю:
- обприскування будинків і прилеглих територій інсектицидами;
- вдосконалення будинку та чистота будинку для запобігання зараження клопами;
- особисті профілактичні заходи, такі як використання постільних приналежностей;
- адекватна гігієнічна практика у підготовці, транспортуванні, зберіганні та споживанні продуктів харчування;
- скринінг донорів крові;
- тестування донорів і приймачів органів, тканин або клітин;
- доступ до діагностики та лікування людей з медичними показаннями або рекомендації щодо проведення антипаразитарного лікування, особливо дітей та жінок народженого віку до вагітності;
- скринінг новонароджених та інших дітей інфікованих матерів без попереднього антипаразитарного лікування для забезпечення ранньої діагностики та лікування.

Зусилля з дезінфекції призвели до того, що Уругвай (1997 р.), Чилі (1991 р.) і Бразилія (2006 р.) були оголошені вільними від передачі хвороби за допомогою тріатомінових клопів. Разом з тим у 2010-х роках відмічено поширення хвороби в деякі регіони, де її історично не було, зокрема в окремі райони басейну Амазонки. Провадяться заходи з припинення передачі у регіоні Чако в Аргентині та у Болівії. Великий резервуар T. cruzi у диких тварин Америки означає, що паразит не може бути ліквідований. Натомість, профілактика полягає в усуненні можливостей передачі та раннього доступу системи охорони здоров'я до інфікованих і хворих людей. В ендемічних районах необхідно обстежувати всіх хворих з явищами кардіоміопатії і розширення інших внутрішніх органів. Специфічної профілактики не розроблено.